# 栃木県道157号下岡本上戸祭線
栃木県道157号下岡本上戸祭線（とちぎけんどう157ごう しもおかもとかみとまつりせん）は、栃木県宇都宮市内を通過する一般県道である。

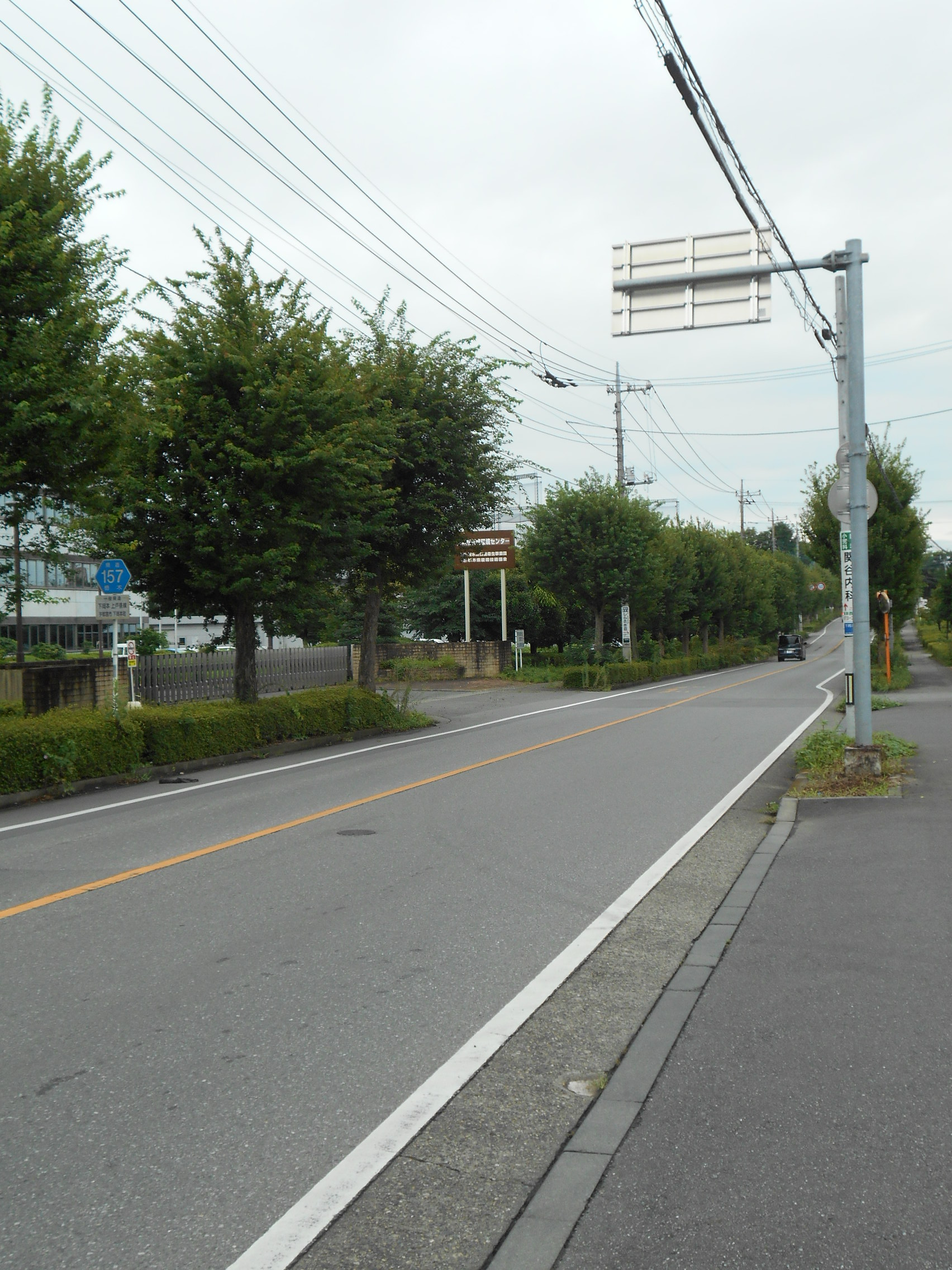

## 路線データ
- 総延長：9.406km[1]
- 実延長：8.698km[1]
- 起点：栃木県宇都宮市下岡本町（下岡本交差点＝国道4号、栃木県道10号宇都宮那須烏山線、栃木県道73号上横倉下岡本線交点）
- 終点：栃木県宇都宮市上戸祭町（宮環上戸祭町交差点＝国道119号、栃木県道3号宇都宮亀和田栃木線交点）
- 認定：1961年（昭和36年）4月1日

## 交差する道路
- 栃木県道73号上横倉下岡本線（宇都宮市・下岡本交差点 - 岡本駅北交差点：重複区間）
- 栃木県道125号氏家宇都宮線（宇都宮市海道町・海道町交差点）
- 栃木県道63号藤原宇都宮線（宇都宮市関堀町・関堀町北交差点 - 関堀町交差点：重複区間）
- 国道119号（豊郷バイパス）（宇都宮市関堀町・関堀町交差点 - 上戸祭町・宮環上戸祭町交差点：重複区間）

## 歴史
- 1961年（昭和36年）4月1日 - 一般県道として認定。
- 2010年（平成22年）11月1日 - 宇都宮市内、一部区間（関堀町-上戸祭町間）で経路変更実施。[2][3]。